# 丸紅ビルヂング
丸紅ビルヂング（まるべにビルヂング）は、東京都千代田区大手町に所在したオフィスビルである。「丸紅東京本社ビル」とも呼ばれ、総合商社大手の丸紅が本社を置いていた。建て替えられるため解体され、2021年（令和3年）5月、丸紅は完成した新本社ビルで業務を開始した。

## 歴史
その昔は一橋徳川家の広大な武家屋敷跡で、1964年（昭和39年）に気象庁が隣接地に移転した跡地のうち西半分の5600㎡は日本セメント（現・太平洋セメント）に払い下げられた。三菱地所はこのうち東側の3140㎡を買い取り、日本セメントと共同でビル建設を計画した。旧町名から、竹平町ビルヂングの仮称で1970年（昭和45年）3月に着工。21か月の工期ののち、1972年（昭和47年）1月に竣工。テナントは丸紅に決まり、建物名も丸紅ビルヂングとなった。1996年（平成8年）4月、三菱地所は土地・建物の所有権を丸紅に売却した。

### 建て替え
2016年（平成28年）4月、丸紅は本ビルの建替えを前提として、同年9月までに本社を東京日本橋タワーに移転。既存ビルは大成建設によって解体され、2021年（令和3年）5月、丸紅は跡地に完成した地下2階・地上22階建の新本社ビルで業務を開始した。

## 建築
本ビルの建設には、大成建設が開発した積層工法が採用された。これは各階を1層ずつ積み上げていくもので、外壁も1層ずつ取り付けられる。この工法は安全度の向上や工期短縮、美観の向上に効果があった。皇居平川門に近く、憩いの場とするため建物の高さを高層とする代わり周囲にはオープンスペースをとり、池や植栽を配した。これは1970年に創設された総合設計制度の公開空地の考え方を先取りするものであった。

## 周辺
気象庁跡地のうち東半分は竹橋合同ビルで、KKRホテル東京が入る。西側は都道301号線を挟みパレスサイドビルディングが建つ。北側は日本橋川で、その上部に首都高速都心環状線の高架橋が通る。最寄駅は東京メトロ東西線竹橋駅で、首都高速5号池袋線一ツ橋出入口も近い。